# Eparchie usť-kamenogorská
Eparchie Usť-Kamenogorsk je eparchie ruské pravoslavné církve nacházející se v Kazachstánu.

## Území a titul biskupa
Zahrnuje správní hranice území Východokazachstánské a Abajské oblasti.
Eparchiálnímu biskupovi náleží titul biskup usť-kamenogorský a semipalatinský.

## Historie
V letech 1911-1955 se v Semipalatinsku nacházela biskupská stolice. Do roku 1923 se jednalo o vikariát omské eparchie. V letech 1928-1937 eparchie nesla jméno semipalatinská a usť-kamenogorská a v letech 1947-1955 semipalatinská a pavlodarská.
Dne 5. října 2011 byla z části území pavlodarské eparchie zřízena eparchie usť-kamenogorská. Stala se součástí Kazachstánského metropolitního okruhu.

## Seznam biskupů

### Semipalatinský vikariát omské eparchie
- 1911–1922 Kiprian (Komarovskij)
- 1925–1925 Alexij (Buj) svatořečený mučedník
- 1925–1928 Innokentij (Nikiforov)

### Semipalatinská eparchie
- 1928–1936 Innokentij (Nikiforov)
- 1935–1935 Arsenij (Smoleněc) odmítl jmenování
- 1936–1936 Fotij (Purlevskyj)
- 1936–1937 Alexandr (Ščukin) svatořečený mučedník
  - 1937–1947 eparchie neobsazena
- 1947–1948 Palladij (Šerstěnnikov)
- 1948–1950 Varsonofij (Griněvič)
  - 1950–1951 Varfolomej (Gorodcev) dočasný správce
  - 1951–1955 Mykolaj (Mohylevskij) dočasný správce svatořečený vyznavač

### Usť-Kamenogorská eparchie
- 2011–2011 Gavryjil (Stebljučenko)
- od 2012 Amfilochij (Bondarenko)